# Yücebaca
Yücebaca ist ein Dorf im Landkreis Yıldızeli der türkischen Provinz Sivas. Yücebaca liegt etwa 61 km westlich der Provinzhauptstadt Sivas und 26 km südwestlich von Yıldızeli. Yücebaca hatte laut der letzten Volkszählung 51 Einwohner (Stand Ende Dezember 2010). Die Bevölkerung besteht hauptsächlich aus Osseten.